# 美狂乱
美狂乱（びきょうらん）は、須磨邦雄（ギター、ヴォーカル）を中心とした日本のプログレッシブ・ロック・バンド。ヘヴィネスとリリシズムの共存するサウンドと東洋的なミステリアスさを持った楽曲で、「和製キング・クリムゾン」と呼ばれた。

## 来歴
- 1974年に結成される。
- 1976年から1977年にかけて、バンド名をまどろみに変更し、キング・クリムゾンのカヴァーを演奏する。
- 1978年、名前を美狂乱に戻す。
- 1982年、キングレコード傘下のネクサスから、デビュー作『美狂乱』を発表。中西俊博（ヴァイオリン）、中島優貴（キーボード）がゲスト参加。
- 1983年、『Parallax』発表。中西俊博、溝口肇（チェロ）、ノヴェラの永川敏郎（キーボード）などがゲスト参加。しかし、同年8月に活動停止。
- 1994年、メンバーを一新して活動再開。1995年に『五蘊』を発表。
- 1997年、『狂暴な音楽』発表。
- 2003年、テレビアニメ『魁!!クロマティ高校』の音楽を担当しサウンドトラックアルバムを美狂乱名義で発表。同番組のエンディング・テーマ「トラスト・ミー」は、美狂乱の初期のナンバーの流用だが、スタジオ・レコーディングはこの時が初めてである。
- 2007年、須磨邦雄が初のソロアルバム『Solosolo』発表。
- 2009年、『新世紀エヴァンゲリオン』から派生した作品『ぷちえう゛ぁ EVANGELION@SCHOOL』のXEBECチームのアニメーションBGMを全編にわたって楽曲制作。
- 2019年、須磨邦雄が2ndソロアルバム『森の境界』発表。完全新作としては22年ぶりとなるスタジオアルバム『ブラッドライナーズ』を2020年に発売予定と予告する。
- 2021年、シングル「LOCKME」が配信リリースされる。
- 2024年、須磨邦雄が3rdソロアルバム『塞がれた楽園』発表。

## メンバー
- 第1期（1974年 - 1976年）
  - 須磨邦雄（ギター、ヴォーカル）、吉永伸二（ベース）、山田芳嗣（ドラムス）
- まどろみ（1976年 - 1977年）
  - 須磨邦雄（ギター、ヴォーカル）、吉永伸二（ベース）、長沢正昭（ドラムス）
- 第2期（1978年）
  - 須磨邦雄（ギター、ヴォーカル）、吉永伸二（ベース）、長沢正昭（ドラムス）、久野真澄（キーボード）、杉田孝子（ヴァイオリン）
- 第3期（1978年 - 1981年）
  - 須磨邦雄（ギター、ヴォーカル）、吉永伸二（ベース）、佐藤正治（ドラムス）、久野真澄（キーボード）、杉田孝子（ヴァイオリン）
- 第4期（1982年 - 1983年）メジャー・デビュー時のラインナップ
  - 須磨邦雄（ギター、ヴォーカル）、白鳥正英（ベース）、長沢正昭（ドラムス）
- 第5期（1994年 - 1996年）
  - 須磨邦雄（ギター、ヴォーカル）、三枝寿雅（ベース）、影島俊二（ドラムス）、大塚琴美（キーボード）、望月一矢（ギター）、鈴木章仁（パーカッション）、田口正人（パーカッション）、田沢浩二（ヴォーカル）
- 第6期（1996年 - 2002年）
  - 須磨邦雄（ギター、ヴォーカル）、三枝寿雅（ベース）、清水禎之（ドラムス）
- 第7期（2003年 - 2004年）
  - 須磨邦雄（ギター、ヴォーカル）、桜井弘明（ベース）、長沢正昭（ドラムス）、神谷典行（キーボード）、須磨和声（ヴァイオリン）
- 第8期（2025年 - ）
  - 須磨邦雄（ギター、ヴォーカル、メロトロン、マニピュレート）、三枝晴美（ボーカル）、須磨和声（ヴァイオリン、コーラス）、角田健（ドラムス、パーカッション）、椎名達人（ベース）

## ディスコグラフィー

### シングル
- トラスト・ミー（2004年1月21日）[1]
- LOCKME（2021年12月11日）

### スタジオ・アルバム
- 美狂乱（1982年）
- Parallax（1983年）
- 五蘊（1995年）
- 狂暴な音楽（1997年）
- Anthology Vol.1（2002年） - 初期のレパートリーの再演
- 『魁!!クロマティ高校』オリジナルサウンドトラック（2004年3月）[2]
- 『魁!!クロマティ高校』オリジナルサウンドトラックVol.2（2004年7月）[3]
- ブラッドライナーズ（2025年）

### ライブ・アルバム
- 御伽世界 -early live vol.1- (1987年)
- 風魔 -early live vol.2- (1993年)
- 乱 -live vol.3- (1993年)
- ディープ・ライヴ (1995年)
- まどろみ -live vol.4- (2001年)